# Сосновский, Леонид Адамович
Леони́д Ада́мович Сосно́вский (бел. Леанід Адамавіч Сасноўскі; 25 июля 1935, Полесье, Чечерский район — 10 февраля 2023, Гомель) — советский и белорусский учёный-механик, основоположник трибофатики, разработал (совместно с С. С. Щербаковым) основные принципы механотермодинамики — нового раздела физики. Доктор технических наук, профессор. Заслуженный деятель науки Республики Беларусь, лауреат Государственной премии Украины.

## Биография

### Образование
- 1958 — Диплом горного инженера-механика по специальности «Горные машины» Ленинградского горного института им. Г. В. Плеханова, Ленинград
- 1968 — Диплом кандидата технических наук, решением Совета Центрального НИИ технологии машиностроения, Москва
- 1973 — Аттестат старшего научного сотрудника по специальности «Сопротивление материалов и строительная механика», решением Высшей аттестационной комиссии, Москва
- 1985 — Аттестат доцента по кафедре строительной механики, решением Государственного комитета СССР по народному образованию, Москва
- 1988 — Диплом доктора технических наук, решением Высшей аттестационной комиссии при Совете Министров СССР, Москва
- 1989 — Аттестат профессора по кафедре строительной механики, решением Государственного комитета СССР по народному образованию, Москва.

Скончался 10 февраля 2023 года.

### Трудовая деятельность
- Профессор Белорусского государственного университета транспорта (БелГУТ) Министерства транспорта и коммуникаций РБ, г. Гомель, Беларусь (с 1980 г.)
- Директор ООО «НПО ТРИБОФАТИКА» (с 1992 г.)
- Сопредседатель (от Республики Беларусь) Международного координационного Совета по трибофатике, утверждённого Академиями наук Беларуси, России и Украины (сопредседатели: Н. А. Махутов (Российская федерация), В. Т. Трощенко (Украина), Гао Ванчжен (Китайская Народная Республика)) (с 1996 г.)
- Научный руководитель Межведомственной лаборатории «Трибофатика» (с 2004 г.), созданной:
  - Государственным Комитетом по науке и технологиям (ГКНТ) РБ,
  - Национальной академией наук (НАН) Беларуси,
  - Министерством промышленности РБ,
  - Министерством образования РБ.
- Александровский машиностроительный завод, г. Александровск, Пермская обл., РСФСР (1958—1962 гг.)
- Пермский политехнический институт, г. Пермь, РСФСР (1962—1964 гг.)
- Центральный НИИ технологии машиностроения (ЦНИИТМАШ), г. Москва, РСФСР (1964—1967 гг.)
- ВНИИ компрессорного машиностроения, г. Сумы, УССР (1967—1976 гг.)
- Могилёвский технологический институт, г. Могилёв, БССР (1976—1980 гг.)

### Научная деятельность
Выполнил комплекс исследований в рамках научных дисциплин: механической усталости, трибологии, механики деформируемого твёрдого тела, прикладной механики, механики материалов и конструкций, механики повреждений, механики контактного взаимодействия, теории упругости, механики сплошной среды, динамики механических систем, материаловедения, коррозии, теории вероятностей, теории надёжности, риска и безопасности, механики разрушения и др.. Разработал (совместно с С. С. Щербаковым) основные принципы механотермодинамики — нового раздела физики . Признание получили и его работы по философии и социологии .
Является создателем и руководителем научной школы по трибофатике  — новому разделу механики, в рамках которого изучают процессы износоусталостного повреждения и разрушения силовых (трибофатических) систем современных машин и оборудования. Л. А. Сосновского считают основоположником трибофатики , поскольку он разработал методологические, теоретические и экспериментальные её основания. К настоящему времени в этой новой области знания под руководством и с участием Л. А. Сосновского опубликовано более 1200 работ, в том числе более 20 книг, монографий, справочников, учебных пособий на русском, английском и китайском языках; разработано 10 государственных и 3 межгосударственных стандарта; получено 18 патентов . Проведено 7 международных симпозиумов (ISTF) в 4-х странах: (Гомель (1993, 2015), Москва (1996), Пекин (2000), Тернополь (2002), Иркутск (2005), Минск (2010)) . Доклады по трибофатике представлены Л. А. Сосновским (и в соавторстве) более чем на 120 международных форумах в 50 городах мира (Москва, Пекин, Минск, Киев, Вашингтон, Лондон, Оттава, Киото, Штутгарт, Турин, Краков и др.).
Оригинальный цикл работ Л. А. Сосновского посвящён совокупному анализу состояний качества, риска, надёжности (КРН) сложных систем с единых позиций трибофатики . Он базируется на новой концепции L-риска и Sρ-безопасности, связанной с золотыми пропорциями .
Л. А. Сосновский (в сотрудничестве с С. С. Щербаковым) на стыке двух фундаментальных разделов физики - термодинамики и механики разработал основания новой физической дисциплины — механотермодинамики . Механотермодинамическая система, как типичная и важная компонента реального мира, является объектом для изучения в естествознании и требует философского осмысления .
Л. А. Сосновский руководил созданием в Республике Беларусь нового класса испытательного оборудования — машин серии СИ для комплексных износоусталостных испытаний материалов и моделей силовых (трибофатических) систем . Машины серии СИ используют для оценки служебных свойств материалов по комплексным критериям износоусталостного повреждения, для решения практических задач по расчёту и обеспечению требуемой надёжности машин и оборудования.

### Педагогическая деятельность
Л. А. Сосновский (совместно с В. И. Сенько и А. С. Шагиняном) обосновал необходимость преподавания трибофатики в вузах. В учебные планы университетов Республики Беларусь с 1996 г. введён курс по трибофатике; он читается для будущих инженеров и математиков-механиков. Создано полное учебно-методическое обеспечение такой учебной дисциплины. Разработан электронный курс лекций по трибофатике, утверждённый и зарегистрированный в установленном порядке в Республике Беларусь. За 20 лет эти курсы прослушали более 3500 студентов и магистрантов, что позволило повысить качество подготовки специалистов. С 2018 г. курс по трибофатике введён в Dalian University of Technology (Китай).

## Награды
- Медаль «За доблестный труд. В ознаменование 100-летия со дня рождения Владимира Ильича Ленина», от имени Президиума Верховного Совета СССР (1970)
- Нагрудный знак Государственного Комитета СССР по народному образованию «За отличные успехи в работе» (1986)
- Серебряная медаль ВДНХ СССР «За разработку методологических и теоретических основ трибофатики» (1989)
- Нагрудный знак Министра транспорта Республики Беларусь «Почётный транспортник» (1993)
- Государственная премия Украины в области науки и техники «За цикл работ по созданию новейших методов оценки надёжности и долговечности элементов конструкций современной техники и разработке на их основе нормативных документов», указом Президента Украины (1997)[21]
- Заслуженный деятель науки Республики Беларусь, указом Президента Республики Беларусь (1998)
- Почётный гражданин г. Чечерска, решением Чечерского районного Совета депутатов (2004)
- Нагрудный знак Министра образования Республики Беларусь «Отличник образования Республики Беларусь» (2005)
- Нагрудный знак ОАО «Российские железные дороги» «Почётный железнодорожник» «За значительный вклад в создание методологических, теоретических и экспериментальных основ трибофатики, повышение эксплуатационной надёжности системы тормозные колодки-колесо-рельс, подготовку высококвалифицированных специалистов железнодорожного транспорта» (2008)
- Юбилейная медаль НАН Беларуси «У гонар 80-годдзя Нацыянальнай акадэмii навук Беларусi» «За значны ўклад у развіццё новых напрамкау навуковых даследванняў i распрацовак у галіне забеспячэння эксплуатацыйнага рэсурса прамысловых вырабаў, актыўнае супрацоўніцтва з арганізацыямi Нацыянальнай акадэмii навук Беларусi» (2011)
- Почётная грамота Президиума НАН Беларуси «За актыўнае супрацоўніцтва з Нацыянальнай акадэміяй навук Беларусi i высокія дасягненнi у навукова-даследчай дзейнасцi» (2015)
- Почётная грамота Учёного совета Института философии НАН Беларуси «За многолетний плодотворный труд по формированию нового направления научно-практической деятельности — трибофатики, разработку его философско-методологических оснований и мировоззренческого содержания, вносящего весомый вклад в современную парадигму развития общества, науки и культуры на принципах системности, гармонии и трансдисциплинарного синтеза» (2015)
- Юбилейный знак «175 лет железным дорогам России» (2015)
- Благодарность Председателя Палаты представителей Национального собрания Республики Беларусь «За шматгадовую добрасумленную працу, ўзорнае выкананне службовых абавязкаў» (2018)
- Почётная грамота Государственного комитета по науке и технологиям Республики Беларусь «За разработку методологических, теоретических и экспериментальных основ трибофатики, внедрение результатов исследований в реальный сектор экономики» (2019)
- нагрудный знак В. И. Игнатовского Национальной академии Беларуси (2020)
- медаль Франциска Скорины (2020)[22].

## Научные конференции, съезды, конгрессы, коллоквиумы
Л. А. Сосновский был участником и докладчиком на многих научных съездах, конгрессах, симпозиумах, конференциях и коллоквиумах. На данной странице представлены лишь основные :
- Международные симпозиумы по трибофатике (ISTF) (Гомель 1993, Москва 1996, Beijing 2000, Тернополь 2002, Иркутск 2005, Минск 2010, Гомель 2015)
- Белорусские конгрессы по теоретической и прикладной механике (Минск 1995, 1999, 2007, 2009, 2011, 2013, 2016, 2019)
- World Tribology Congress (London 1997, Washington 2005, Kyoto 2009, Turin 2013, Beijing 2017)
- 7th International Conference on Contact Mechanics and Wear of Rail/Wheel Systems (Brisbane 2006)
- Всероссийский съезд по теоретической и прикладной механике (Нижний Новгород 2006)
- International Colloquium «Mechanical Fatigue of Metals» (Тернополь 2006, Варна 2008)
- 17th International Colloquium Tribology (Stuttgart/Ostfildern 2010)
- 15th International Conference on Experimental Mechanics (Porto 2012)
- Всероссийский съезд по фундаментальным проблемам теоретической и прикладной механики (Казань 2015)
- и мн. др.

## Основные публикации
Является автором и соавтором более 1200 научных работ, в том числе более 40 монографий, справочников, словарей и учебных пособий. В данном разделе приведены лишь основные книги:
- Сосновский, Л. А. Статистическая механика усталостного разрушения / Л. А. Сосновский. — Минск : Наука и техника, 1987. — 288 с.
- Трощенко, В. Т. Сопротивление усталости металлов и сплавов : справ. : в 2 т. / В. Т. Трощенко, Л. А. Сосновский. — Киев : Наукова думка, 1987. — Т. 1. — 510 с.; Т. 2. — 825 с.
- Трощенко, В. Т. Сопротивление материалов деформированию и разрушению : справ. пособие : в 2 ч. / В. Т. Трощенко, А. Я. Красовский, В. В. Покровский, Л. А. Сосновский, В. А. Стрижало / под. ред. В. Т. Трощенко. — Киев : Наукова думка, 1993. — ч. 1. — 288 с. ; ч. 2. — 701 с.
- Сосновский, Л. А. Элементы теории вероятностей, математической статистики и теории надёжности / Л. А. Сосновский. — Гомель : БелГУТ, 1994. — 146 с.
- Сосновский, Л. А. Механика усталостного разрушения : словарь-справ. / Л. А. Сосновский. — Гомель : НПО «ТРИБОФАТИКА», 1994. — Т. 1. — 328 с.; Т. 2. — 340 с.
- Андронов, П. В. Трибофатика. Трыбафатыка. Ttibo-Fatigue. Tribo-Ermudung : четырёхъязычный терминологический словарь / Под ред. Л. А. Сосновского, авт.-сост. : П. В. Андронов, В. А. Бабушкина, А. В. Богданович, С. С. Городецкий, А. И. Подлужный, Р. С. Сосновская, Л. А. Сосновский. — Минск-Гомель : НПО «ТРИБОФАТИКА», 1996. — 138 с.
- Сосновский, Л. А. Трибофатика : о диалектике жизни / Л. А. Сосновский. — Изд. 2-е. — Гомель : БелГУТ, 1999. — 116 с.
- Сосновский, Л. А. Трибофатика: износоусталостные повреждения в проблемах ресурса и безопасности машин / Л. А. Сосновский, Н. А. Махутов. — Москва-Гомель : ФЦНТП «Безопасность», НПО «ТРИБОФАТИКА», 2000. — 304 с.
- Сосновский, Л. А. Трибофатика-98/99 : ежегодник / под общ. ред. Л. А. Сосновского // Теория накопления износоусталостных повреждений / под ред. Н. А. Махутова / Л. А. Сосновский, А. В. Богданович. — Гомель : НПО «Трибофатика», 2000. — 60 с.
- Износоусталостные повреждения и их прогнозирование (трибофатика) / Л. А. Сосновский [и др.]; под науч. ред. Л. А. Сосновского. — Гомель-Киев-Москва-Ухань, 2001. — 170 с.
- Сосновский, Л. А. Основы трибофатики : учеб. пособие : [доп. Мин-вом образования Респ. Беларусь в качестве учебного пособия для студентов технических высших учебных заведений] / Л. А. Сосновский. – Гомель : БелГУТ, 2003. – Т. 1. – 246 с.; Т. 2. – 234 с.
- Сосновский, Л. А. L-Риск (механотермодинамика необратимых повреждений) / Л. А. Сосновский. — Гомель : БелГУТ, 2004. — 317 с.
- Sosnovskiy, L. A. Tribo-Fatigue. Wear-Fatigue Damage and Its Prediction / L. A. Sosnovskiy // Series : Foundations of Engineering Mechanics, Springer, 2005. — 424 p.
- Сосновский, Л. А. Сюрпризы трибофатики / Л. А. Сосновский, С. С. Щербаков. — Гомель : БелГУТ, 2005. — 192 с.
- Сенько, В. И. Основные идеи трибофатики и их изучение в техническом университете : учеб. пособие / В. И. Сенько, Л. А. Сосновский. — Гомель : БелГУТ, 2005. — 191 с.
- Сосновский, Л. А. Механика износоусталостного повреждения / Л. А. Сосновский. — Гомель : БелГУТ, 2007. — 434 с.
- Sosnovskiy, L. A. Surprises of Tribo-Fatigue / L. A. Sosnovskiy, S. S. Sherbakov. — Minsk : Magic Book, 2009. — 200 p.
- Щербаков, С. С. Механика трибофатических систем / С. С. Щербаков, Л. А. Сосновский. — Минск : БГУ, 2010. — 407 с.
- Сосновский, Л. А. Фундаментальные и прикладные задачи трибофатики : курс лекций / Л. А. Сосновский, М. А. Журавков, С. С. Щербаков. — Минск : БГУ, 2010. — 488 с.
- Сосновский, Л. А. Введение в трибофатику : пособие для студентов мех.-мат. ф-та, обучающихся по специальности 1-31 03 02 «Механика» (по направлениям) / Л. А. Сосновский, М. А. Журавков, С. С. Щербаков. — Минск : БГУ, 2010. — 77 с.
- Сосновский, Л. А. Трещиностойкость / Л. А. Сосновский, А. В. Богданович. — Гомель : БелГУТ, 2011. — 366 с.
- Надёжность. Риск. Качество / Л. А. Сосновский, М. М. Гаденин, В. А. Гапанович, В. А. Жмайлик, В. В. Комиссаров, А. А. Лазаревич, Н. А. Махутов, Е. С. Таранова, В. Т. Трощенко, Д. Н. Шевченко, С. С. Щербаков; науч. ред. Л. А. Сосновский. — Гомель : БелГУТ, 2012. — 358 с.
- Сосновский, Л. А. Принципы механотермодинамики / Л. А. Сосновский, С. С. Щербаков. — Гомель : БелГУТ, 2013. — 150 с.
- 摩擦疲劳学 磨损 — 疲劳损伤及其预测. L. A. 索斯洛夫斯基著, 高万振译 — 中国矿业大学出版社, 2013. — 324 p.
- Sosnovskiy, L. A. Mechanothermodynamics / L. A. Sosnovskiy, S. S. Sherbakov. — Springer, 2016. — 155 p.

## Публикации о Л. А. Сосновском
- Сосновский Л. А. // Беларуская энцыклапедыя. — Минск : Беларуская энцыклапедыя, 2002. — Т. 14. — С. 191.
- Сосновский Леонид Адамович. Персона. — С. 33 / Большая международная энциклопедия. Лучшие люди : Успешные люди. Россия. Казахстан. Украина. Беларусь. — М., 2013. — Вып. 2013 г. — 920 с.
- Сосновский Леонид Адамович // Кто есть кто в Республике Беларусь. Люди дела / под ред. И. В. Чекалова. — Минск : Энциклопедикс, 1999. — С. 330.
- Богданович А. В. Трибофатика — это серьёзно… (об Л. А. Сосновском) / А. В. Богданович // Профессора Белорусского государственного университета транспорта. — Гомель, 2003. — С.227-235.
- Вощула М. Законы, сформулированные жизнью (обзорная статья о трибофатике и Л. А. Сосновском) / М. Вощула // Наука и инновации. — 2006. — № 10 (44). — С.48-51.
- Тюрин С. А. Неустанный путь к истине / С. А. Тюрин // В кн.: Чечерский след в науке / Науч. ред. Л. А. Сосновский. — Гомель : БелГУТ, 2014. — С.166-173.
- Журавков, М. А. Личность. Учёный. Поэт / М. А. Журавков // Личность. Учёный. Поэт / под общ. ред. В. И. Сенько ; Белорус. гос. ун-т трансп. — Гомель : БелГУТ, 2015. — C. 8-19.
- Пернікаў, В. Г. Леанід Сасноўскі: Трыбафатыка — гэта інавацыі ў навуцы, адукацыі, тэхналогіях / В. Г. Пернікаў // Звязда. — 2010 г. — 27 жнiўня. — № 167 (26775). — С. 1-2.
- Котляров, И. Жизнь — это приятная обязанность (деловой разговор с доктором технических наук Л. А. Сосновским накануне его 80-летия) / И. Котляров // Рэспубліка. — 2015 г. — 23 июля. — № 135 (6285). — С. 11.
- и др.